# Spīgana
Spīgana (ros. Спигана) – nieczynny przystanek kolejowy leżący w oddaleniu od skupisk ludzkich, w gminie Aizkraukle, na Łotwie. Położony jest na linii Pļaviņas - Gulbene.

## Historia
Przystanek istniał w okresie międzywojennym. Zamknięty w XXI w.